# اتفاقية الأمم المتحدة بشأن عقود البيع الدولي للبضائع
اتفاقية الأمم المتحدة بشأن عقود البيع الدولي للبضائع (اتفاقية البيع أو اتفاقية فيينا) هي معاهدة بشأن قانون المبيعات الدولية الموحدة. اعتبارا من سبتمبر 2014 تم التصديق عليها من قبل 83 دولة تمثل نسبة كبيرة من التجارة العالمية مما يجعلها واحدة من القوانين الموحدة الدولية الأكثر نجاحا. كانت غيانا الدولة الأخيرة التي صدقت على الاتفاقية بعد أن انضمت إليها في 25 سبتمبر 2014.
وضعت اتفاقية البيع من قبل لجنة الأمم المتحدة للقانون التجاري الدولي وتم التوقيع عليها في فيينا في عام 1980. يشار إلى اتفاقية البيع أحيانا باسم اتفاقية فيينا (ولكن لا ينبغي الخلط بينها وبين غيرها من المعاهدات الموقعة في فيينا). دخلت حيز التنفيذ كمعاهدة متعددة الأطراف في 1 يناير 1988 بعد أن صدقت عليها 11 دولة.
اتفاقية البيع تسمح للمصدرين بتجنب اختيار القضايا القانونية كما تقدم اتفاقية البيع «قبول القواعد الموضوعية للأطراف المتعاقدة والمحاكم والمحكمين». ما لم تستبعد من العبارات الصريحة للمعاهدة فإن اتفاقية البيع تعتبر القانون المحلي المطبق بين الدول المتعاقدة المختلفة.
اعتبرت اتفاقية البيع بمثابة نجاح للجنة كما تم قبول الاتفاقية من قبل الدول من «كل منطقة جغرافية في كل مرحلة من مراحل التنمية الاقتصادية وكل نظام قانوني واجتماعي واقتصادي كبير». البلدان التي صدقت عليها يشار إليها داخل المعاهدة ب«الدول المتعاقدة». من اتفاقيات القانون الموحدة وصف وجود «التأثير الأكبر على قانون التجارة العابرة للحدود في جميع أنحاء العالم». وصفت بأنها إنجاز تشريعي كبير و«الأكثر نجاحا دوليا حتى الآن» في قانون المبيعات الدولية الموحدة ويرجع ذلك جزئيا إلى مرونته في السماح للدول المتعاقدة بأخذ خيار استثناء بعض المواد المحددة. كانت هذه المرونة مفيدة في إقناع الدول ذات التقاليد القانونية المتباينة في الاشتراك في رمز موحد. قدمت عدد من الدول التي وقعت على اتفاقية البيع الإعلانات والتحفظات لنطاق المعاهدة على الرغم من أن الغالبية العظمى - 56 من أصل 81 دولة - اختاروا الانضمام إلى الاتفاقية دون أي تحفظات.

## الدول التي صدقت على اتفاقية البيع

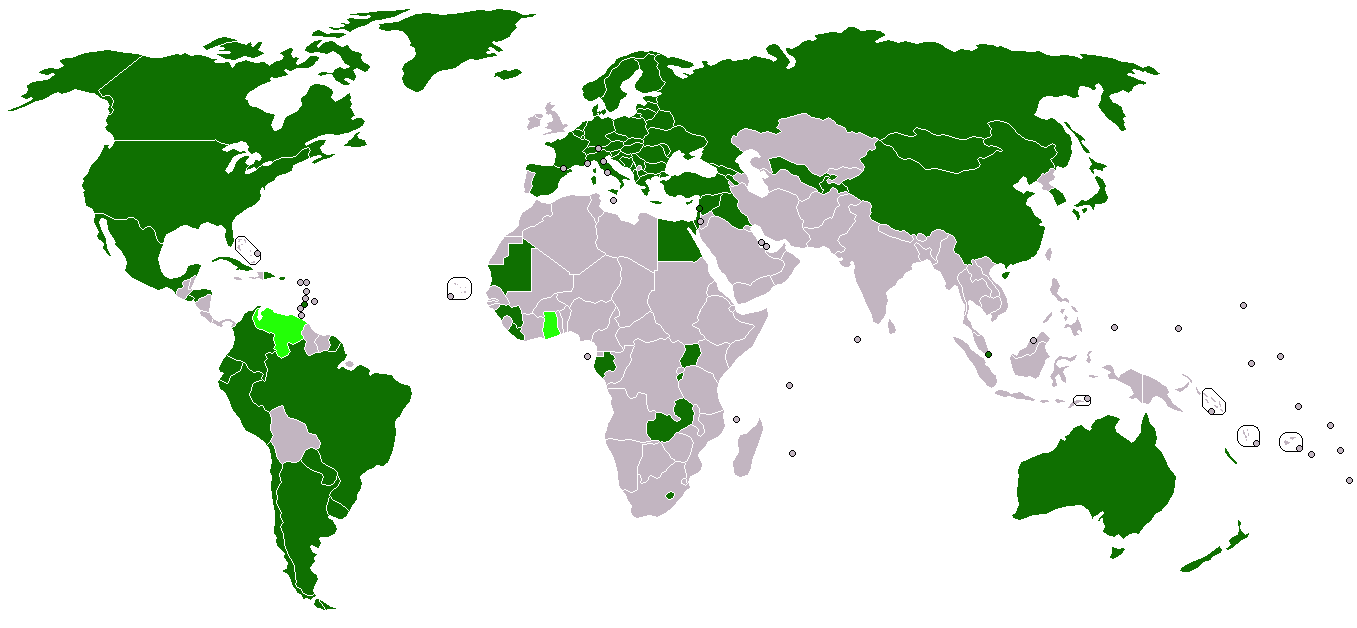
صدقت
وقعت ولكن لم تصدق

حتى سبتمبر 2014 صدقت الدول التالية على الاتفاقية:
- ألبانيا
- الأرجنتين
- أرمينيا
- أستراليا
- النمسا
- البحرين
- بيلاروسيا
- بلجيكا
- البوسنة والهرسك
- البرازيل
- بلغاريا
- بوروندي
- كندا
- تشيلي
- الصين
- كولومبيا
- الكونغو
- كرواتيا
- كوبا
- قبرص
- التشيك
- الدنمارك
- جمهورية الدومينيكان
- الإكوادور
- مصر
- السلفادور
- إستونيا
- فنلندا
- فرنسا
- الغابون
- جورجيا
- ألمانيا
- اليونان
- غينيا
- غيانا
- هندوراس
- المجر
- آيسلندا
- العراق
- إسرائيل
- إيطاليا
- اليابان
- قيرغيزستان
- لاتفيا
- لبنان
- ليسوتو
- ليبيريا
- ليتوانيا
- لوكسمبورغ
- مدغشقر
- موريتانيا
- المكسيك
- مولدوفا
- منغوليا
- الجبل الأسود
- هولندا
- نيوزيلندا
- النرويج
- الباراغواي
- بيرو
- بولندا
- رومانيا
- كوريا الجنوبية
- روسيا
- سانت فنسنت والجرينادين
- سان مارينو
- صربيا
- سنغافورة
- سلوفاكيا
- سلوفينيا
- إسبانيا
- السويد
- سويسرا
- سوريا
- مقدونيا
- تركيا
- أوغندا
- أوكرانيا
- الولايات المتحدة
- الأوروغواي
- أوزبكستان
- فنزويلا
- زامبيا

تم التوقيع على المعاهدة ولكن لم تصدق من قبل غانا وفنزويلا.

## التحفظات
اتفاقية البيع تسمح للدول المتعاقدة تقديم تحفظات (وتسمى «الإعلانات» في لغة اتفاقية البيع الخاصة). حوالي ربع عدد الأعضاء تحفظوا على اتفاقية البيع.
الإعلانات تشير إلى:
- اختيار من المادة 1 (1) (ب) من اتفاقية البيع والذي يسمح بتطبيق اتفاقية البيع في الحالات التي يكون فيها قواعد نقطة القانون الدولي الخاص في قانون دولة متعاقدة من القانون تنطبق على عقد لبيع السلع (المادة 95 من اتفاقية البيع).
- الشكل المكتوب الإلزامي للعقد لبيع السلع (المواد 11 و 12 و 96 من اتفاقية البيع).
- اختيار تطبيق الجزء الثاني أو الجزء الثالث من الاتفاقية (المادة 92 من اتفاقية البيع).
- عدم تطبيق اتفاقية البيع للعقود المبرمة بين الطرفين مع مكان عمل في «والتي لها نفس أو ارتباط القواعد القانونية على المسائل التي» حسب اتفاقية البيع (المادة 94 من اتفاقية البيع).
تم استعراض بعض الإعلانات الموجودة وسحب من الدول. دول الشمال الأوروبي (أي أعضاء المجلس الشمالي) اختاروا (باستثناء آيسلندا) تطبيق الجزء الثاني بموجب المادة 92 من اتفاقية البيع. ومع ذلك فإنهم انسحبوا مؤخرا من المادة 92 من الاتفاقية وأصبحوا طرفا في الجزء الثاني من اتفاقية البيع باستثناء التجارة فيما بينهم والتي لا تطبق على اتفاقية البيع ككل نتيجة لإعلان يودع بموجب المادة 94.
وبالمثل الصين ولاتفيا وليتوانيا انسحبوا في شكل إعلان مكتوب.
سعت بعض الدول بدلا من تقييد تطبيق اتفاقية البيع عن طريق إزالة أحد الشروط التراكمية للتطبيق ضمن اتفاقية البيع. وهكذا ينص القانون الإسرائيلي أن اتفاقية البيع سوف تنطبق على الدولة التي ليست عضوة في الاتفاقية. وفقا للمادة 97 من الاتفاقية فإنه ليس «تحفظ». توسيع نطاق تطبيق اتفاقية البيع بدلا من الحد منها.

## الغائبين الرئيسيين
هونغ كونغ والهند وجنوب أفريقيا وتايوان والمملكة المتحدة هي الدول التجارية الكبرى الوحيدة التي لم تصادق بعد على اتفاقية البيع.
غياب المملكة المتحدة يعود إلى عدة أسباب مختلفة منها: أن الحكومة لا تعتبر تصديقها أولوية تشريعية وعدم الاهتمام بأعمال التصديق ودعم المعارضة بعدد من المنظمات الكبيرة والمؤثرة وعدم وجود موارد الخدمة العامة والخطر أن لندن سوف تفقد تفوقها في التحكيم والتقاضي الدولي.
تايوان حاليا قد لا تصبح طرفا في المعاهدات المودعة لدى الأمين العام للأمم المتحدة.

## الدول التي تنظر في اعتماد اتفاقية البيع
رواندا اختتمت الإجراء المحلي في النظر في اتفاقية البيع واعتمدت قوانين تجيز اعتمادها. اتفاقية البيع ستدخل حيز النفاذ بالنسبة لها بمجرد إيداع وثيقة الانضمام لدى الأمين العام للأمم المتحدة. قدمت عدة دول أخرى بما في ذلك كوستاريكا وفيتنام تقدم كبير في عملية التصديق.

## اللغة والهيكل والمحتوى
اتفاقية البيع مكتوبة «بلغة واضحة وتشير إلى الأشياء والأحداث التي تحتوي عليها». كانت هناك نية واعية للسماح للنظم القانونية الوطنية ليتم تجاوزها من خلال استخدام لغة قانونية مشتركة والابتعاد عن «الكلمات المرتبطة بالفروق القانونية المحلية المحددة». علاوة على ذلك فإنه تمت ترجمتها إلى اللغات الرسمية الست للأمم المتحدة كما هو متعارف عليه في اتفاقيات الأمم المتحدة.
تنقسم اتفاقية البيع إلى أربعة أجزاء:

### الجزء الأول: نطاق التطبيق وأحكام عامة (المواد 1-13)
تنطبق اتفاقية البيع على عقود بيع البضائع بين أطراف توجد أماكن عملها في دول مختلفة عندما تكون الدول دول عضوة (المادة 1 (1) (أ)). نظرا للعدد الكبير من الدول المتعاقدة فإنه يتم تطبيق الطريقة المعتادة لتطبيق اتفاقية البيع.
تنطبق اتفاقية البيع أيضا إذا وقع الطرفين في بلدان مختلفة (وليس من الضروري أنها من الدول المتعاقدة) وقواعد تنازع القوانين تؤدي إلى تطبيق قانون الدولة المتعاقدة. على سبيل المثال عقد بين التاجر الياباني والتاجر البرازيلي يحتوي على بند التحكيم ستكون في سيدني بموجب القانون الأسترالي مع ما يترتب على ذلك بتطبيق اتفاقية البيع. هناك عدد من الدول أعلنت أنها لن تكون ملزمة بهذا الشرط.
القصد من اتفاقية البيع لتطبيقها على السلع التجارية والمنتجات فقط. مع بعض الاستثناءات المحدودة ولا تنطبق اتفاقية البيع على السلع العائلية أو المنزلية الشخصية كما أنها لا تنطبق على المزادات والسفن والطائرات أو الأصول غير الملموسة والخدمات. إن موقف البرمجيات الحاسوبية «مثير للجدل» وسوف يعتمد على مختلف الظروف والحالات.
الأهم من ذلك فإن على أطراف العقد استبعاد أو الاختلاف على تطبيق اتفاقية البيع.
تفسير اتفاقية البيع هو أن يأخذ في الاعتبار "الطابع الدولي للاتفاقية والحاجة إلى التطبيق الموحد والحاجة إلى حسن النية في التجارة الدولية. إلى أن تحل الخلافات حول تفسير اتفاقية البيع من خلال تطبيق "المبادئ العامة" من اتفاقية البيع أو التي لا توجد فيها مثل هذه المبادئ ولكن تخضع المسائل التي في اتفاقية البيع (الفجوات) من خلال تطبيق قواعد القانون الدولي الخاص.
كانت هناك نقطة رئيسية للجدل وهي أن العقد يتطلب نصب تذكاري مكتوب ليكون ملزم. اتفاقية البيع تسمح بالبيع ليكون عن طريق المشافهة أو غير الموقع ولكن في بعض البلدان فإن العقود لا تكون صالحة إلا إذا كتبت. في العديد من الدول تقبل العقود عن طريق المشافهة وكان تلك الدول تعترض على التوقيع حتى الدول التي لديها مطلب كتابي صارم تمارس قدرتها على استبعاد تلك المواد المتعلقة بالعقود الشفهية وتمكينهم من التوقيع.
اتفاقية البيع ليست التأهيل الكامل من جانب تعريفها الخاص. يجب ملء هذه الثغرات من قبل القانون الوطني الواجب التطبيق بموجب الاعتبار الواجب للصراع القانوني المعمول به في مكان الاختصاص.

### الجزء الثاني: تشكيل المعاهدة (المواد 14-24)
عرض العقد يجب أن يكون موجه إلى شخص ما بوضوح عن وصف البضائع والكمية والسعر والإشارة إلى وجود نية لمقدم العرض على الالتزام والقبول ولا تظهر اتفاقية البيع الاعتراف بالقانون العام للعقود من جانب واحد ولكن رهنا إشارة واضحة من قبل الموجب ويعامل أي اقتراح لم يتم التصدي لشخص معين فقط كما دعوة لتقديم عرض. علاوة على ذلك لا يوجد سعر صريح أو ضمني لتحديد السعر ثم يفترض من الأطراف الموافقة على السعر على أساس أنها «مشحونة بشكل عام في وقت إبرام العقد لهذه السلع التي تباع تحت أي ظروف مماثلة».
عموما يمكن إلغاء العرض قبل أن تصل إلى المخاطب أو في نفس وقت العرض أو قبل أن ترسل إلى المخاطب ولا يجوز إلغاء بعض العروض على سبيل المثال عندما يكون الموجب تعتمد بشكل معقول على العرض بأنها لا رجعة فيه واتفاقية البيع تتطلب عملا إيجابيا للإشارة إلى القبول الصمت أو الخمول ليست مقبولا.
اتفاقية البيع تنص على أن محاولات تسوية الوضع المشترك من خلال الرد على المخاطب لعرض يقبل العرض الأصلي ولكن محاولات لتغيير الأوضاع. اتفاقية البيع تنص على أن أي تغيير في الظروف الأصلية هو رفض العرض بل هو مكافحة العرض ما لم تكن تلك الشروط المعدلة لا تغير جوهريا من شروط العرض. التغييرات في الأسعار والدفع والجودة والكمية والتسليم ومسؤولية الأطراف وشروط التحكيم جميعها تغير جوهريا من شروط العرض.

### الجزء الثالث: بيع السلع (المواد 25-88)
المواد 25-88 تحتوي على بيع السلع والتزامات البائع والتزامات المشتري والمخاطر والالتزامات المشتركة لكلا من البائع والمشتري.
اتفاقية البيع تحدد واجب البائع «مشيرة إلى ما هو واضح» كما يجب على البائع تسليم البضائع وتسليم أية مستندات متعلقة بها ونقل ملكية البضائع كما هو مطلوب بموجب العقد. وبالمثل فإن واجب المشتري هو اتخاذ جميع الخطوات «التي ينتظر أن تكون» لاستلام البضاعة ودفع ثمنها.
عموما يجب أن تكون السلع حسب النوعية والكمية في العقد ويتم تعبئتها بشكل مناسب. يلتزم البائع بتسليم البضائع التي لا تخضع لمطالبات من طرف ثالث لانتهاك حقوق الملكية الصناعية أو الفكرية في الدولة التي كانت البضاعة تباع فيها. يلتزم المشتري بالفحص الفوري على السلع وتخضع لبعض المؤهلات التي يجب تقديم المشورة للبائع أي عدم المطابقة خلال «فترة زمنية معقولة» وفي موعد لا يتجاوز السنتين من الاستلام.
تصف اتفاقية البيع عندما يمر خطر من البائع إلى المشتري ولكن لوحظ أنه في الممارسة معظم العقود تحدد التزامات تسليم "البائع بالضبط تماما من خلال اعتماد مصطلح شحنة المعمول بها.
العلاجات من المشتري والبائع تعتمد على طابع خرق العقد. إذا خرق أمر أساسي يتم حرمان الطرف الآخر من ما يتوقع أن يلقي بموجب العقد. شريطة الاختبار الموضوعي الذي يدل على أن الاختراق لم يكن من الممكن التنبؤ به ثم يمكن فسخ العقد ويجوز للطرف المتضرر المطالبة بتعويضات. هذا يتناقض مع القانون العام حيث يوجد الحق في استعادة السلعة بشكل جيد ما لم يكن قد تم الاحتفاظ بها أو الحاق أضرار غير كافية عندها تتم المطالبة بقيمتها.
إذا الاختراق ليس أساسيا لا يفسخ العقد ويمكن التماس العلاج بدعوى الأضرار وأداء معين وتعديل الأسعار. الأضرار التي قد تمنح مطابقة لقواعد القانون العام في هادلي ضد باكسيندال ولكن لاختبار إمكانية التنبؤ إلى حد كبير وبالتالي أكثر سخاء للطرف المتضرر.
أعذار اتفاقية البيع للطرف المسؤول للمطالبة بالأضرار حيث يعزى إلى العائق أو الطرف الثالث الفرعي المقاول والتحكم بالتوقع المعقول. مثل هذا الحدث يعتبر دخيل وقد يكون مشار إلى مكان آخر لأنه قوة قاهرة والإحباط من العقد.
حيث يحتوي على البائع لاسترداد الثمن ثم يجب على البائع أيضا أن يولي الاهتمام إلى المشتري من تاريخ الدفع. يستند سعر الفائدة على المعدلات الحالية في دولة البائع «الالتزام بدفع الفائدة والتزام البائع بالرد وليس من حق المشتري المطالبة بالتعويض» على الرغم من أن هذا قد تم مناقشته.

### الجزء الرابع: أحكام ختامية (المواد 89-101)
تشمل المواد 89-101 (الأحكام النهائية) كيف ومتى تدخل الاتفاقية حيز النفاذ والسماح بالتحفظات والإعلانات وتطبيق الاتفاقية على المبيعات الدولية حيث يكون لكل الدول المعنية نفس القانون أو ما شابه ذلك حول هذا الموضوع.

## التعليق على الاتفاقية
لوحظ أن اتفاقية البيع ذات شخصية ومرونة وقائمة على الممارسة. تضع أي قيود أو عدد قليل جدا من النماذج على تشكيل أو تعديل العقود في حالة عدم الأداء (أو الإفراط في الأداء) وهو يقدم مجموعة واسعة من التدابير المؤقتة من قبل الطرف المتضرر الذي يلجأ إلى تجنب العقد (تخفيض السعر من جانب واحد على سبيل المثال أو تعليق الأداء أو توافر علاج كمسألة حق الطرف المتخلف أو الاختيار بين التوقع والأضرار القائمة على السوق، الخ) بالإضافة إلى ذلك فإن اتفاقية البيع لا تعمل تحت قاعدة «العطاء الكمال» ومعاييره للمطابقة وظيفية بدلا من الرسمي. بالإضافة إلى ذلك فإن نظامها يتم تفسيره بشكل كبير على العرف وكذلك على أعمال واضحة بدلا من على النية (المادة 8). اتفاقية البيع لا تشمل ما يسمى حكم ناتشلاس ولكن نطاقها محدود نسبيا. من ناحية أخرى قد تبدو ملتزمة نسبيا وعلى أي حال غامضة (المادة 7). تتطلب كافة الاتصالات «فترة معقولة».
على الرغم من أن الاتفاقية قد قبلت من قبل عدد كبير من الدول فقد كانت موضوع بعض الانتقادات. على سبيل المثال اتهمت الامم بصياغة بأنهم غير قادرين على الاتفاق على التعليمات البرمجية التي تحتاج إلى «إيجاز ووضوح تنص على المبادئ العالمية لقانون المبيعات» ومن خلال دعوة الاتفاقية لتفسير اتخاذ الصدد من «طابع دولي» الاتفاقية يعطي القضاة الفرصة لتطوير «معنى متنوع». وضع أكثر صراحة يوصف اتفاقية البيع بأنه «مجموعة متنوعة من المعايير والتنازلات التي تظهر غامضة تتعارض مع المصالح التجارية».
هناك رأي مخالف هو أن اتفاقية البيع هي «مكتوبة بلغة الأعمال العادية» والذي يسمح للقضاة الفرصة لجعل الاتفاقية قابلة للتطبيق في مجموعة من حالات المبيعات. «أسلوب الصياغة غير واضح وصيغه بسيطة ومرتبة بتعقيد وتخضع لشروط» و«الشعور العام» يمكن اغتنامه في القراءة الأولى دون الحاجة إلى أن يكون خبيرا المبيعات.
التطبيق الموحد لاتفاقية البيع تسببت إشكالية عزوف المحاكم لاستخدام «الحلول المعتمدة على نفس النقطة من قبل المحاكم في دول أخرى» مما أدى إلى اتخاذ قرارات غير متناسقة. على سبيل المثال في قضية تتعلق بالتصدير إلى ألمانيا من قبل شركة سويسرية من بلح البحر النيوزلندي مع مستوى من الكادميوم تتجاوز المعايير الألمانية عقدت المحكمة العليا الألمانية أنه ليس من واجب البائع التأكد من أن السلع تلبي لوائح الصحة العامة الألمانية. وهذا يتناقض مع قرار لاحق حول فشل مصدر الجبن الإيطالي لتلبية لوائح التعبئة والتغليف الفرنسية وقررت المحكمة الفرنسية أنه كان من واجب البائع ضمان الامتثال للقواعد الفرنسية.
عقدت هاتين الحالتين من قبل أحد المعلقين لكي تكون مثالا للفقه المتناقض. معلق آخر رأى أن الحالات غير متناقضة فإنه حسب الحالة الألمانية يمكن تمييز عدد من النقاط. المحكمة الفرنسية اختارت عدم النظر في قرار المحكمة الألمانية في مقرره المنشور.
نشعر بقلق دعاة اتفاقية البيع كما أن الميل الطبيعي للقضاة هو تفسير اتفاقية البيع باستخدام أساليب مألوفة لهم من دولتهم الخاصة بدلا من محاولة تطبيق المبادئ العامة للاتفاقية أو لقواعد القانون الدولي الخاص. هذا على الرغم من أن تعليق أحد الأكاديميين يحظى باحترام كبير أنه 'يجب أن تكون نادرة أو غير موجودة فإن الحالة التي لا توجد فيها المبادئ العامة ذات الصلة التي تكون المحكمة قد تلجأ بموجب اتفاقية البيع. هذا القلق بدعم من الأبحاث للمجلس الاستشاري حسب اتفاقية البيع في سياق تفسير المادتين 38 و39 وهناك ميل للمحاكم لتفسير المقالات في ضوء قوانينها نفسها وبعض الدول "تكافح لتطبيق المواد بشكل مناسب". في واحدة من عدد من الانتقادات من قرارات المحاكم الكندية لاستخدام التشريعات المحلية لتفسير اتفاقية البيع وقال أحد المعلقين صمم اتفاقية البيع إلى 'يحل محل القوانين المحلية القائمة والسابقة" ومحاولات للحل لا ينبغي أن يكون الثغرات التي كتبها "إشارة إلى الأحكام ذات الصلة بقانون المبيعات [المحلية]".
منتقدي إصدار الاتفاقية بلغات متعددة يؤكدون أنه أمر لا مفر منه والإصدارات لا تكون متسقة تماما بسبب أخطاء الترجمة من "الفروق الدقيقة للغة. ولكن مع بعض الصحة لن يبدو هذا حجة غريبة إلى اتفاقية البيع ولكن مشتركة في أي وجميع المعاهدات التي توجد في لغات متعددة. ان برهان خلف يبدو في أن جميع المعاهدات الدولية يجب أن توجد بلغة واحدة وهو أمر واضح لا عمليا ولا مرغوبا فيه.
الانتقادات الأخرى للاتفاقية هي انها غير كاملة حيث لا توجد آلية لتحديث الأحكام وليس للفريق الدولي حل لقضايا التفسير. على سبيل المثال فإن اتفاقية البيع لا تحكم بصحة العقد كما أنها لا تنظر في العقود الإلكترونية. ومع ذلك فإن المسائل القانونية المتعلقة باستخدام الخطابات الإلكترونية في ما يتعلق بعقود البيع الدولي للبضائع تم التعامل في نهاية المطاف حسب اتفاقية الأمم المتحدة بشأن استخدام الخطابات الإلكترونية في العقود الدولية. علاوة على ذلك لا ينبغي أن ننسى أن يتم استكمال اتفاقية البيع من قبل اتفاقية فترة التقادم في البيع الدولي للبضائع فيما يتعلق الحد من الإجراءات بسبب مرور الزمن.
على الرغم من النقاد فقد قال أحد أنصار الاتفاقية «إن الجهل مكلف في الأيام الأولى عندما تتجاهل العديد من المحامين اتفاقية البيع تماما وقد حل محلها الحماس الكثير الذي يؤدي إلى... التبسيط ولا يمكن إلقاء اللوم على اتفاقية البيع».

## التوجهات المستقبلية
قبول أكبر من اتفاقية البيع تأتي من ثلاثة اتجاهات. أولا فمن المرجح أنه في غضون مهنة المحاماة العالمية حيث أن أعداد المحامين الجدد في الزيادة والدول المتعاقدة الحالية سوف تبني اتفاقية البيع على تفسير مناسب ويبرهن على وجود رغبة أكبر للقبول من الدول المتعاقدة الأخرى.
ثانيا سوف يقوم رجال الأعمال بالضغط المتزايد على حد سواء عبر المحامين والحكومات لجعل مبيعات المنازعات أقل تكلفة والتقليل من خطر إجبارهم على استخدام النظام القانوني الذي قد يكون غريبا تماما لبلدهم. يمكن تحقيق هذين الهدفين من خلال استخدام اتفاقية البيع.
أخيرا سوف تحتاج الأونسيترال لوضع آلية لمواصلة تطوير الاتفاقية ولحل قضايا التفسير المتضاربة. وهذا سوف يجعلها أكثر جاذبية لكلا من رجال الأعمال والدول المتعاقدة المحتملين.

## الخلافات مع التشريعات القطرية ذات الصلة ببيع السلع
تبعا للبلد المعني يمكن لاتفاقية البيع أن تمثل خروجا صغير أو كبير من التشريعات المحلية المتعلقة ببيع البضائع وفي هذا يمكن أن توفر فوائد هامة لشركات الدولة المتعاقدة التي تقوم باستيراد السلع إلى الدول الأخرى التي صدقت على اتفاقية البيع.
العديد من الدول التي وقعت على اتفاقية البيع تقوم بعمل الإعلانات والتحفظات ضمن نطاق المعاهدة.

### الخلافات مع تشريعات الولايات المتحدة

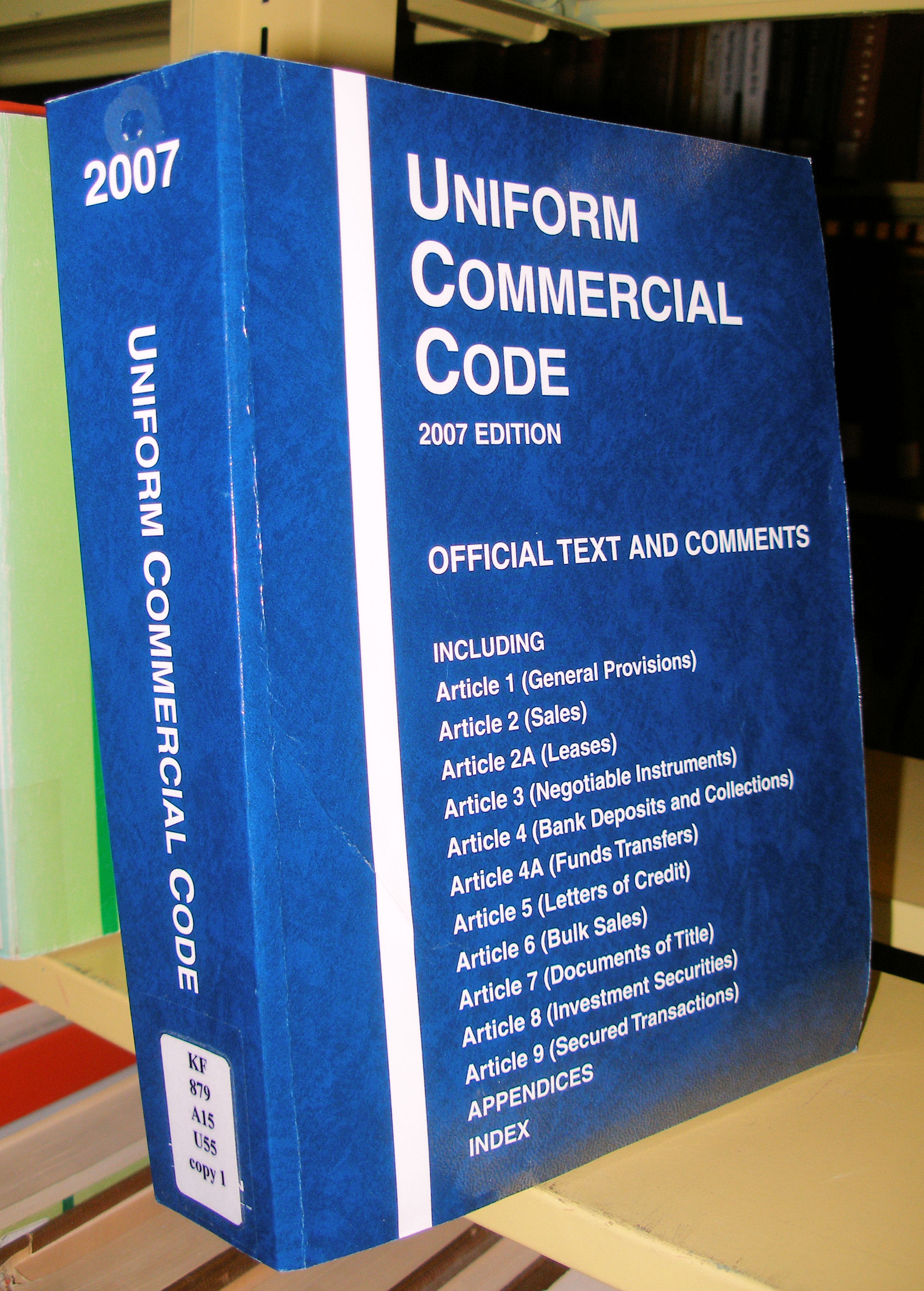
طبعة 2007 من القانون التجاري الموحد

في الولايات المتحدة تبنت جميع الولايات الخمسين تشريع عام وهو القانون التجاري الموحد. القانون التجاري الموحد يشبه عموما اتفاقية البيع. القانون التجاري الموحد يختلف من اتفاقية البيع في بعض النواحي مثل المجالات التالية التي تميل لتعكس الجوانب العامة للنظام القانوني في الولايات المتحدة:
ومع ذلك فلأنه قد صدقت الولايات المتحدة على اتفاقية البيع فإن اتفاقية البيع في الولايات المتحدة لديها قوة القانون الاتحادي وتحل محل دولة القانون القائمة على القانون التجاري الموحد. بين التحفظات الأمريكية لاتفاقية البيع هو الحكم أن اتفاقية البيع ستطبق فقط لعقود مع أطراف أخرى تقع في اتفاقية البيع الولايات فإن التحفظ الذي تسمح به اتفاقية البيع في المادة 95. ولذلك فإن المقاولات في العقود الدولية لبيع البضائع بين كيان الولايات المتحدة وكيان تابع لدولة متعاقدة سيتم تطبيق اتفاقية البيع ما لم يستبعد خيار العقد من بند القانون على وجه التحديد حيث من اتفاقية البيع. وعلى العكس في العقود «الدولية» لبيع البضائع بين كيان الولايات المتحدة وكيان دولة غير متعاقدة سيكون الفصل فيها من قبل محكمة أمريكية ولن تطبق اتفاقية البيع وسوف يحكم العقد في القانون الداخلي ينطبق وفقا لقواعد القانون الدولي الخاص.